# Hit Radio FFH
Hit Radio FFH (vroeger Radio FFH) is een van de drie radioprogramma's, die door Radio/Tele FFH GmbH & Co. Betriebs-KG geproduceerd wordt (naast planet radio en harmony.fm). De afkorting FFH staat voor Funk und Fernsehen Hessen. De zenderstart was op 15 november 1989 in Frankfurt am Main. Sinds 2001 zendt FFH uit vanuit het omroepgebouw in Bad Vilbel.

## Geschiedenis

### Oprichtingstijd 1988-1990
De zender werd onder de naam Radio FFH op 15 maart 1988 door 36 hessische dagbladuitgevers opgericht, nadat de radiomarkt in Hessen onder minister-president Walter Wallman werd gedereguleerd. Het eerste onderkomen van de zender was een voormalige Tipp-Ex-fabriek in Frankfurt-Rödelheim.
Op 6 november 1989 werd de zender als eerste commerciële radiozender in Hessen een uitzendlicentie vergeven. Al voor de licentieverstrekking hadden de uitgeverijen achter FFH meerdere miljoenen Duitse mark in de inrichting van de zender geïnvesteerd. De uitzendingen begonnen op 15 november 1989 om 4:55 uur met het nieuws. Het eerste programma was Guten Morgen Hessen!, en het eerste nummer was Flying through the air van Oliver Onions.

### Uitbreidingstijd 1990-1994
Op 15 april 1992 werden twee nieuwe frequenties (op de locatie Großer Feldberg en Hoher Meißner) in gebruik genomen. Vanaf mei 1992 zette de zender een helikopter in om reportages over de verkeerssituatie te maken. Sinds 1993 heeft men ook regionale nieuwsuitzendingen. Ook maakt men sinds 1994 gebruik van zogenaamde Staupiloten, dat zijn autobestuurders, die files aan FFH melden.

### Modernisering 1995-1997
Op 25 april 1995 hernoemde het station zich in Hit Radio FFH. Het nieuwe motto van het station werd Einfach näher dran (vrij vertaald: erbovenop). Op 1 augustus 1995 startte de digitale uitzending via satelliet, en begin 1996 ook via het internet. In juni 1997 werd de voor de verkeerssituatie gebruikte helikopter vervangen door een vliegtuig. Sinds 20 augustus 1997 worden alle muziektitels afgespeeld vanaf een hardeschijf. Bandmachines en cd-spelers zijn sindsdien uitgefaseerd.

### Verhuizing 1998-2001

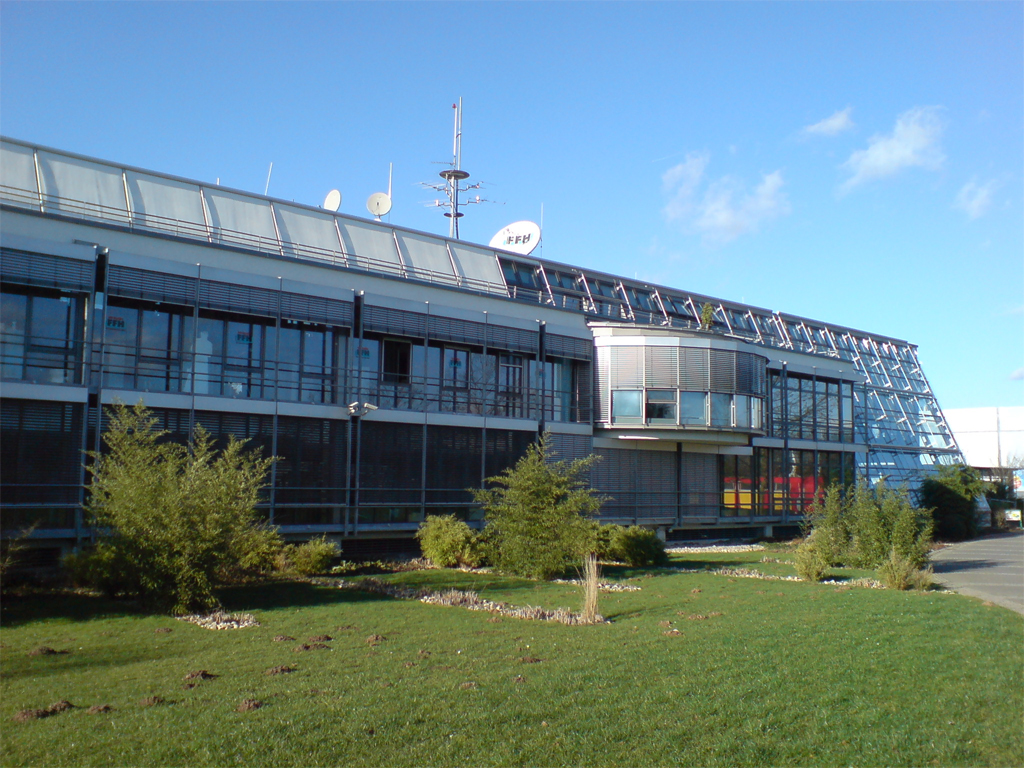
Studio in Bad Vilbel

Op 29 mei 1998 werd de verhuizing naar een nieuw gebouw in Bad Vilbel besloten. De bouwwerkzaamheden startten in maart 2000 en waren in juni 2001 gereed. Formeel voltooid werd de verhuizing op 24 juni 2001 om 14:14 uur afgerond, toen de uitzendingen omgeschakeld werden. De laatste titel die vanuit Frankfurt afgespeeld werd, was Time to say Good-bye van Andrea Bocelli, de eerste titel vanuit het nieuwe pand was Music van Madonna.

### Overname andere radiostations
Tot de FFH-Groep behoren inmiddels de zenders planet radio (sinds april 1997) en harmony.fm (sinds september 2003). Ze maken gedeeltelijk gebruik van zwakkere FM-frequenties als de hoofdzender en zijn daardoor niet in geheel Hessen te ontvangen.
Hit Radio FFH is de meestbeluisterde radiozender in Hessen. Uit de resultaten van de Media-Analyse 2011/II blijkt, dat ieder uur gemiddeld 494.000 mensen het programma inschakelen, terwijl de belangrijkste concurrent hr3 394.000 luisteraars bindt.

## Programma
FFH zendt 24 uur per dag uit. Het programma is op doorluisterbaarheid ingesteld en vermijdt speciale uitzendingen. Een bijzonderheid is de positionering van de nieuwsuitzendingen. Deze worden 5 minuten voor het hele uur uitgezonden. FFH stelt zijn muziek samen aan de hand van het AC-format samen, een veelgebruikt radioformat. De speellijsten worden gekenmerkt door gangbare muziek uit de jaren 80, 90 en actuele muziek. Verantwoordelijk voor de muziekkeus op het radiostation is de Nederlander Thijs Bakker.